# 6259 Maillol
6259 Maillol eller 3236 T-2 är en asteroid i huvudbältet som upptäcktes den 30 september 1973 av den nederländsk-amerikanske astronomen Tom Gehrels och det nederländska astronomparet Ingrid van Houten-Groeneveld och Cornelis Johannes van Houten vid Palomarobservatoriet. Den är uppkallad efter den franske målaren och skulptören Aristide Maillol.
Asteroiden har en diameter på ungefär 4 kilometer.